# Khordha
Khordha (o Khurda) è una città dell'India di 39.034 abitanti, situata nel distretto di Khordha, nello stato federato dell'Orissa. In base al numero di abitanti la città rientra nella classe III (da 20.000 a 49.999 persone).

## Geografia fisica
La città è situata a 20° 10' 60 N e 85° 37' 0 E e ha un'altitudine di 74 m s.l.m..

## Società

### Evoluzione demografica
Al censimento del 2001 la popolazione di Khordha assommava a 39.034 persone, delle quali 20.347 maschi e 18.687 femmine. I bambini di età inferiore o uguale ai sei anni assommavano a 4.288, dei quali 2.184 maschi e 2.104 femmine. Infine, coloro che erano in grado di saper almeno leggere e scrivere erano 30.464, dei quali 17.008 maschi e 13.456 femmine.